# Kemosabe Records
La Kemosabe Records è un'etichetta discografica fondata nel 2011 del produttore Dr. Luke, facente parte del gruppo Sony Music.

## Storia
L'etichetta è stata fondata nel 2011 in seguito ad una partnership fra Sony Music e Dr. Luke: quest'ultimo è stato CEO dell'azienda dalla sua fondazione fino al 2017. Nel medesimo anno della sua fondazione, l'azienda ha acquisito i diritti per la distribuzione di un EP pubblicato l'anno precedente, Cannibal di Kesha, artista che aveva lavorato con Dr. Luke già nel suo album d'esordio Animal prima della fondazione dell'etichetta. L'etichetta ha quindi distribuito tutti i lavori successivi dell'artista. Nel corso degli anni seguenti, la Kemosabe Records ha firmato contratti con altri artisti già noti o destinati ad ottenere un ampio successo commerciale come Doja Cat, Becky G e Juicy J.

## Controversie
Nel 2014 ha avuto inizio una battaglia legale fra Dr. Luke, Kesha e la madre di quest'ultima: la cantante quelerò il produttore per stupro e abusi psicologici, chiedendo fra le altre cose di venire liberata dal contratto discografico con la Kemosabe Records, e il produttore rispose denunciando l'artista e sua madre per diffamazione. La corte non ha tuttavia accolto la richiesta di Kesha di porre fine all'accordo con l'etichetta, che ha dunque distribuito le sue pubblicazioni successive. Kesha ha avuto modo di lasciare l'etichetta soltanto nel dicembre 2023. Il clamore mediatico suscitato da tale vicenda ha comunque portato Dr. Luke a rinunciare al ruolo di CEO dell'azienda.

## Artisti

### Presenti
- Becky G
- Doja Cat
- Lil Bibby
- Elliphant
- R. City
- Paper Route

### Passati
- Christian Burghardt
- Juicy J
- Yelle
- LunchMoney Lewis
- G.R.L.
- Bonnie McKee
- Kesha